# Echeveria spectabilis
Echeveria spectabilis är en fetbladsväxtart som beskrevs av Alexander. Echeveria spectabilis ingår i släktet Echeveria och familjen fetbladsväxter. Inga underarter finns listade i Catalogue of Life.

## Bildgalleri

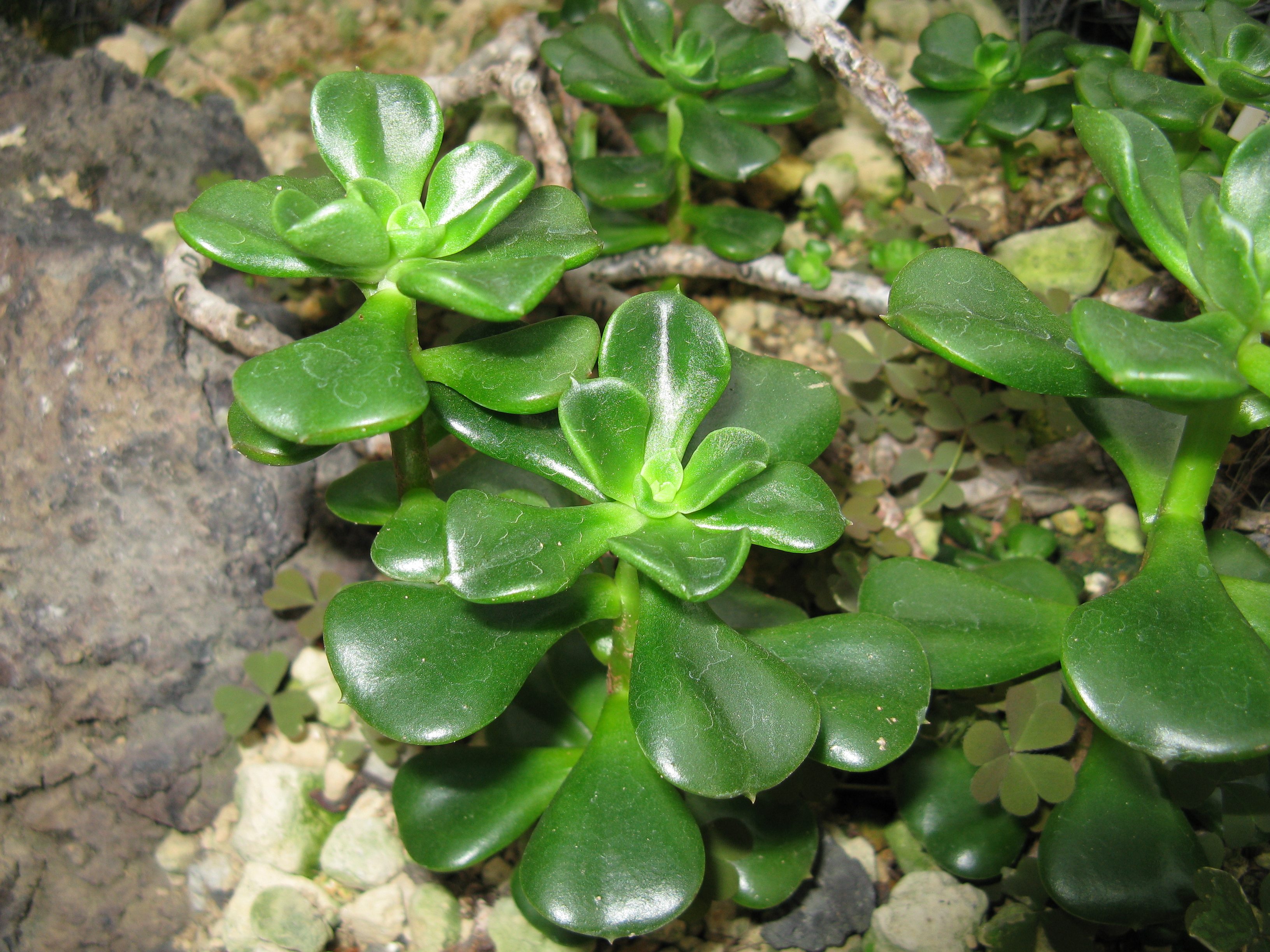